# Яблоньовце
Яблоньовце (словац. Jabloňovce) — село, громада округу Левіце, Нітранський край. Кадастрова площа громади — 34.69 км². Протікає річка Яблоньовка.
Населення 210 осіб (станом на 31 грудня 2018 року).

## Історія
Яблоньовце згадується 1245 року.

## Населення
| Рік:            | 1994. | 2004.    | 2014.   | 2024.   |
| --------------- | ----- | -------- | ------- | ------- |
| Кількість осіб: | 247   | 208      | 202     | 199     |
| Різниця:        |       | -15,78 % | -2,88 % | -1,48 % |

| Рік:            | 2023. | 2024.   |
| --------------- | ----- | ------- |
| Кількість осіб: | 205   | 199     |
| Різниця:        |       | -2,92 % |